# Mondonio
Mondonio is een plaats (frazione) in de Italiaanse gemeente Castelnuovo Don Bosco.